# Jon McGregor
Jon McGregor (született 1976-ban) brit regény- és novellaíró. Első regénye 2002-ben felkerült a Booker-díj hosszúlistájára, és ezzel ő lett minden idők legfiatalabb jelöltje. Második és negyedik regénye 2006-ban, illetve 2017-ben került a Booker-díj hosszúlistájára. Harmadik regénye, az Even the Dogs 2012-ben elnyerte a Dublini Nemzetközi Irodalmi Díjat. A The New York Times „gonosz brit írónak” nevezte.

## Fiatalkora
Bermudán született, de az Egyesült Királyságban, Norwichban és Thetfordban, Norfolkban nőtt fel. A City College Norwich hatodik osztályába járt, majd a Bradfordi Egyetemen médiatechnológia és produkció szakon tanult. Az ott töltött utolsó évében a Five Uneasy Pieces (Pulp Faction) című antológiához „Cinema 100” címmel írt egy sorozatot.

## Pályafutása
Miután Nottinghambe költözött (ahol jelenleg is él), egy keskeny hajón élve írta meg első regényét, az If Nobody Speaks of Remarkable Thingst. A művet jelölték a 2002-es Booker-díjra, így szerzője a legfiatalabb jelölt és az egyetlen első regényíró volt a hosszú listán. McGregor ekkor még csak 26 éves volt.
Az If Nobody Speaks of Remarkable Things (Ha senki nem beszél figyelemre méltó dolgokról) című műve többek között elnyerte a Betty Trask-díjat és a Maugham-díjat. A 2006-ban megjelent So Many Ways to Begin című regénye a Booker-díj hosszúlistájára is felkerült. McGregor 2007-ben megbízást kapott egy novella megírására, amely a „Close” címet kapta, és a Cheltenham-i Irodalmi Fesztiválra készült. Novelláit több folyóirat, köztük a Granta magazin is közölte. Első novelláskötete This Isn't the Sort of Thing That Happens to Someone Like You (2012) címmel jelent meg. Befolyásolta többek között Alice Munro, Douglas Coupland, Raymond Carver, Richard Brautigan és Charles Simic.
2010-ben McGregor tiszteletbeli doktori címet kapott a Nottinghami Egyetemtől, és tiszteletbeli oktató lett az Angol Tanulmányok Stúdiumán. Jelenleg a First Story nevű jótékonysági szervezet rezidens írója. 2012. június 13-án McGregor harmadik, Even the Dogs című regényéért megkapta a Nemzetközi Dublini Irodalmi Díjat; a győztest Andrew Montague főpolgármester hirdette ki a dublini Mansion House-ban. A könyvet a moszkvai Rudomino Állami Külföldi Irodalmi Könyvtár jelölte a díjra.
A Nemzetközi Dublini Irodalmi Díjra 147 író pályázott, akiket a nemzetközi közkönyvtárak jelöltek, köztük a Pulitzer-díjas Jennifer Egan. McGregor 100 000 euróval járó díjat kapott. A díj zsűrije, amelynek tagja volt Tim Parks brit regényíró és Elizabeth Nunez trinidadi írónő is, „félelmet nem ismerő kísérletnek” nevezte a drogfüggőség magas és mélypontjait részletező Even the Dogs című regényt. McGregor úgy jellemezte, hogy „igazi megtiszteltetés, hogy a világ minden tájáról érkező fantasztikus művek ilyen hatalmas listájából választották ki.” Ő volt az első brit író, aki elnyerte a díjat 2000 óta, Nicola Barker után.

## Művei

### Regények
- If Nobody Speaks of Remarkable Things (Bloomsbury, 2002)
- So Many Ways to Begin (Bloomsbury, 2006)
- Even the Dogs (Bloomsbury, 2010)
- Reservoir 13 (HarperCollins, 2017)
  - A 13-as tározó – Magvető, Budapest, 2022 · ISBN 9789631434620 · Fordította: Mesterházi Mónika
- Lean Fall Stand (HarperCollins, 2021)

### Novellagyűjtemények
- This Isn't the Sort of Thing That Happens to Someone Like You (Bloomsbury, 2012)
- The Reservoir Tapes (2017)
- "we wave and call"(2012)

## Fordítás
- Ez a szócikk részben vagy egészben  a   Jon McGregor című angol Wikipédia-szócikk fordításán alapul.  Az eredeti cikk szerkesztőit annak laptörténete sorolja fel. Ez a jelzés csupán a megfogalmazás eredetét és a szerzői jogokat jelzi, nem szolgál a cikkben szereplő információk forrásmegjelöléseként.